# Анна-Мария Датская
Анна-Мария Дагмар Ингрид Датская (дат. Anne-Marie Dagmar Ingrid prinsesse til Danmark, дат. Dronning Anne-Marie греч. Άννα-Μαρία Βασίλισσα των Ελλήνων; род. 30 августа 1946, Амалиенборг, Копенгаген, Дания) — датская принцесса и королева Греции с момента вступления в брак с королем Константином II 18 сентября 1964 года и до упразднения монархии 1 сентября 1973 года. Анна Мария была младшей дочерью из трёх короля Дании Фредерика IX и Ингрид Шведской. Её родная сестра — бывшая королева Дании Маргрете II. 
В 1964 году она вышла замуж за правящего короля Константина II и стала королевой Греции. У супругов родилось пятеро детей, из которых старший сын Павел является наследником греческого престола и главой семьи с 2023 года, когда скончался Константин II. В качестве королевы Анна Мария стояла, в основном, занималась благотворительной организацией «Фонд Её Величества», основанный её свекровью королевой Фредерикой. В 1967 году королевская семья была вынуждена уехать за границу ввиду установления военной диктатуры. В начале они переехали в Рим, но позже обосновались в Лондоне. В 1973 году монархия в Греции была окончательно упразднена. Вся семья была лишена греческого гражданства, а имущество было конфисковано. Позже семья получила компенсацию, и бывшая королева основала «Фонд Анны Марии», который оказывал помощь сельским жителям Греции. В 2013 году супруги вернулись в Грецию. В 2022 году они переехали в Афины, где Константин умер в январе следующего года. 

## Биография
Родилась 30 августа 1946 года во дворце Амалиенборг в Копенгагене в семье короля Дании Фредерика IX и его супруги принцессы Ингрид Шведской.
C 1952 по 1963 годы обучалась в школе в Копенгагене.

## Семья
В 1959 году впервые повстречала своего будущего мужа наследника греческой короны Константина II во время поездки его родителей в Данию. В июле 1964 года состоялось их обручение, а 18 сентября 1964 года — венчание.
- Дочь — Алексия (род. 10 июля 1965, Корфу), с 1999 года замужем за Карлосом Моралесом Кинтана
- Сын — Павел (род. 20 мая 1967, Татой), наследный принц Греческий, герцог Спартанский, женат на Мари-Шанталь Клэр Миллер
- Сын — Николай (р. 1 октября 1969, Рим), принц Греческий и Датский, женат с 2010 года на Татьяне Блатник
- Дочь — Феодора (род. 9 июня 1983, Лондон), принцесса Греческая и Датская
- Сын — Филипп (род. 26 апреля 1986, Лондон), принц Греческий и Датский